# Erechtia binotata
Erechtia binotata är en insektsart som beskrevs av William D. Funkhouser. Erechtia binotata ingår i släktet Erechtia och familjen hornstritar. Inga underarter finns listade i Catalogue of Life.